# Margitta Terborg
Margitta Terborg, geborene Hendrich (* 23. September 1941 in Bunzlau) ist eine deutsche Politikerin (SPD). Sie war vom 4. November 1980 bis zum 26. Oktober 1998 für die Dauer von fünf Wahlperioden Mitglied des Deutschen Bundestags.

## Biografie
Margitta Hendrich besuchte die Volksschule in Weißenfels (DDR) und Nordenham und absolvierte von 1956 bis 1959 eine Berufsausbildung zur Kinderpflegerin. Von 1959 bis 1963 war sie Gruppenleiterin in einem Kindergarten. Im Jahr 1962 heiratete sie. Nach einer Begabtenaufnahmeprüfung 1969 nahm Margitta Terborg ein Studium an der Hochschule für Sozialpädagogik in Bremen auf, das sie 1972 mit dem Staatsexamen als Sozialpädagogin abschloss. 1975 erfolgte die schulpraktische Prüfung für Jugendleiterinnen in Niedersachsen. Von 1972 bis 1978 war sie Lehrerin der Berufsbildenden Schule, Abteilung Sozialpädagogik und von 1978 bis 1980 Lehrerin an einer Sonderschule.
Terborg ist Mitglied der ÖTV, der Arbeiterwohlfahrt und des Reichsbundes und ab 1960 Mitglied der „Sozialistischen Jugend Deutschlands - Die Falken“.
1965 trat Terborg in die SPD ein und übernahm danach viele Parteiämter. Seit 1968 war sie Mitglied im Vorstand des SPD-Unterbezirks Wesermarsch, seit 1980 Mitglied des SPD-Bezirksvorstandes Weser-Ems. Von 1968 bis 1981 war Terborg Mitglied im Rat der Stadt Nordenham und übernahm von 1972 bis 1976 das Amt der stellvertretende Bürgermeisterin. Von 1976 bis 1980 bis war sie Bürgermeisterin der Stadt Nordenham und von 1976 bis 1988 Mitglied des Kreistages im Landkreis Wesermarsch. Sie ist seit 1962 verheiratet mit Rudolf Terborg und hat zwei Kinder.
Als Mitglied des Bundestages von 1980 bis 1998 war sie seit 1991 Vertreterin der Bundesrepublik Deutschland in der Parlamentarischen Versammlung des Europarates und der Beratenden Versammlung der WEU. Sie wurde über ein Direktmandat des Wahlkreises Delmenhorst – Wesermarsch – Oldenburg-Land gewählt.
Von 1981 bis 1983 war Terborg Mitglied der Enquete-Kommission „Jugendprotest im demokratischen Staat“.

## Ehrungen
- 1990: Verdienstkreuz am Bande der Bundesrepublik Deutschland
- 2019: Willy-Brandt-Medaille der SPD